# El Portal (Chiapas)
El Portal es una localidad del estado mexicano de Chiapas. Es parte del municipio de Frontera Comalapa.

## Demografía
| Gráfica de evolución demográfica |
|                                  |

| Censo | Población |
| ----- | --------- |
| 1930  | 319       |
| 1940  | 341       |
| 1950  | 447       |
| 1960  | 418       |
| 1970  | 469       |
| 1980  | 583       |
| 1990  | 784       |
| 2000  | 911       |
| 2010  | 1 002     |
| 2020  | 1 287     |